# Laurieann Gibson

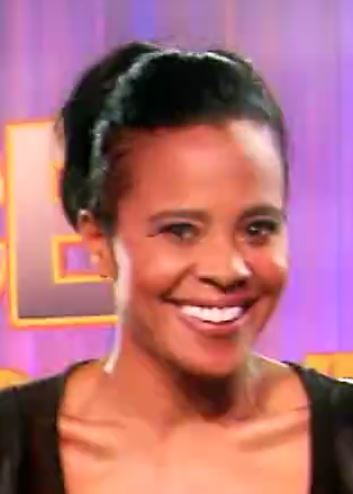
Laurieann Gibson

Laurieann Gibson (* 14. Juli 1969 in Toronto, Ontario; auch bekannt als Laurie Ann Gibson) ist eine kanadische Choreografin, Schauspielerin und Creative Directorin.

## Karriere

### Film und Fernsehen
Laurieann Gibson wurde in Toronto (Kanada) geboren und wuchs dort auf. Ihre Karriere begann bei der Alvin Ailey Dance Company in New York City, wo sie das Tanzen erlernte. Über Theatertanz kam sie zum Hip-Hop und arbeitete als Leiter der Choreografie für Motown und Bad Boy Records.
Im Jahr 1989 sah man sie als Tänzerin in dem Film Sing, mit Lorraine Bracco und Jessica Steen in den Hauptrollen, in dem der Schauspieler Cuba Gooding jr. und die Sängerin Patti LaBelle jeweils in einer Nebenrolle zu sehen sind. 1992 erhielt sie eine Rolle im Film Malcolm X von Spike Lee, mit Denzel Washington in der Hauptrolle, wieder als Tänzerin. Anschließend sah man Gibson in der US-amerikanischen Fernsehserie, In Living Color vom Sender Fox, wobei die Brüder Keenen Ivory and Damon Wayans das Drehbuch verfassten und als Schauspieler zu sehen waren.
Ihren Durchbruch schaffte sie mit dem Tanzfilm Honey, der auf Gibsons Leben basiert. Jessica Alba verkörperte in der Hauptrolle Honey und Gibson die Konkurrentin Katrina. Neben ihrer schauspielerischen Tätigkeit im Film, war Gibson auch für die Choreografie im Film verantwortlich. Da Alba zuvor keinen Tanzunterricht hatte, wurde sie von Laurie, knappe drei Monate lang vor Drehbeginn, trainiert. In der Fortsetzung Honey 2 – Lass keinen Move aus ist sie als Rebecca zu sehen.
Im Jahr 2005 wirkte sie u. a. als Choreografin in der Realityshow Making the Band 3 mit. Dabei suchte sie für das Plattenlabel Bad Boy Records zusammen mit P. Diddy eine weibliche Supergroup, wofür sie durch mehrere Städte bei Castings arbeitete und die Frauen aussuchte. Dabei entstand die Girlgroup Danity Kane, die Gibson als Choreografin betreut und einen Plattenvertrag von P. Diddy erhielten. Im selben Jahr, sah man sie als Gastjurorin und Choreografin in vier Folgen der ersten Staffel der US-Realityshow, So You Think You Can Dance. Noch im selben Jahr, erschien ihre eigene Tanz-DVD, wo sie Hip-Hop Moves zum Üben vorführt.
2007 wirkte sie in der vierten Staffel von Making the Band mit und stand als Choreografin der daraus resultierenden Boygroup Day26 zur Verfügung, die im Anschluss der Serie einen Plattenvertrag von Bad Boy Records, wie Danity Kane, erhielten. Im Jahr 2009 war sie Jury-Mitglied neben P. Diddy, Rodney Jerkins und Tamara Conniff in der Castingshow P. Diddy's Starmaker, die in den USA auf dem Sender MTV zu sehen war. Kimberly Caldwell fungierte als Moderation der Show. In der US-amerikanischen Version von Dancing on Ice (auch bekannt unter Stars auf Eis), Skating with the Stars, war Gibson als Jurorin neben Richard Button und Johnny Weir tätig.
E! Entertainment Television plant eine Realityshow über Laurie Anns Leben und Arbeit für Januar 2011, die Show wird dabei von Ryan Seacrest produziert. Zudem ist geplant, das Gibson einer Weiteren Realityshow, im Juni 2011, zu sehen sein wird.

### Musik
Gibson ist auch als Choreografin für Musikvideos bekannt. Neben den Musikern und Bands die bei Motown und Bad Boy Records (P. Diddy, Cassie, Danity Kane und Day26) unter Vertrag stehen, arbeitete sie unter anderen auch mit Missy Elliott, Lady Gaga, Katy Perry, Nicki Minaj, Alicia Keys, JoJo, Corbin Bleu, Brandy, Jordin Sparks, Keri Hilson und Jeffree Star, an deren Musikvideochoreografien.
Im Oktober 2009 teilte Gibson per Twitter mit, dass die Tour von Lady Gaga und Kanye West aufgrund von kreativen Differenzen abgesagt werden musste, bevor eine Pressemitteilung der Sänger herauskam.
Im September 2010 zeigte Naomi Campbell eine Tanzeinlage, die sie eine Nacht zuvor zusammen mit Laurie Ann Gibson einstudierte, bei einer Dolce & Gabbana Fashion Nacht. Im gleichen Monat brachte die Sängerin Nicki Minaj die Single Your Love mit will.i.am heraus, zu dem Gibson wieder für das Musikvideo verantwortlich war.
Für Lady Gaga erstellte sie Choreografien für folgenden Musikvideos Poker Face, LoveGame, Paparazzi, Telephone, Alejandro und Bad Romance. Dabei erhielt letzteres 2010 einen MTV Video Music Award für die Beste Choreografie. Im Mai 2011 führte Gibson bei dem Monster Ball-Konzert von Lady Gaga im Madison Square Garden regie. Die Tätigkeit als Gaga's Choreografin und gleichzeitige Kreativchefin führte sie bis November 2011 aus, als Lady Gaga sie aufgrund größer werdenden Spannungen zwischen ihr und Gibson entließ.
Im Oktober 2010, nahm Gibson ihr erstes Musikvideo für die Sängerin Keri Hilson (Lied: The Way You Love Me) auf und fungierte gleichzeitig als Choreografin.

## Filmografie
Film
- 1989: Sing
- 1992: Malcolm X
- 2003: Honey
- 2011: Honey 2 – Lass keinen Move aus (Honey 2)

Serien
- 1993–1994: In Living Color (22 Episoden)
- 2005: Making the Band 3
- 2005: So You Think You Can Dance (4 Episoden)
- 2006: The Little Talent Show (11 Episoden)
- 2007: Making the Band 4 (5 Episoden)
- 2009: P. Diddy's StarMaker (6 Episoden)
- 2010: Skating with the Stars (6 Episoden)

Regie
- 2011: Lady Gaga Presents: The Monster Ball Tour at Madison Square Garden

DVD
- 2005: Breakin' It Down With Laurie Ann Gibson

Musikvideo
- 2010: Keri Hilson – "The Way You Love Me"
- 2011: Lady Gaga – "Judas"
- 2011: Lady Gaga – "You and I"
- 2013: Jeffree Star – "Love To My Cobain"